# 풍암저수지
풍암저수지는 풍암호수라고도 불리는 광주광역시 서구의 저수지이다.

## 역사
1956년 농업용 목적으로 풍암저수지를 축조하였으나  1990년부터 풍암동이 개발되면서 풍암택지 개발과 더불어 이용객이 증가함에 따라 1999년부터 국토공원화 시범사업으로 전통정자와 목교 등을 설치하며 물과 전통이 조화를 이룬다는 광주의 상징적 쉼터로 개발하였다. 현재는 매일 수백명의 이용객이 찾고 있다.
저수지이지만 공원의 느낌도 있어서 주변에 산책로도 있다. 이곳에서 공원과 저수지를 둘러보고 산책도 가능하다.

## 장미원
저수지 남쪽 끄트머리에 있는 장미원은 장미를 많이 심어 놓아서 장미원이라고 불린다. 장미가 피는 여름철에는 벌과 여러 곤충들이 있다. 여름철에는 호수에 설치된 분수대가 가동되어서 볼거리를 제공한다.

## 사건
- 2022년 6월 27일에 저수지에서 한 남성이 숨진채 발견되었다.[1]